# The Lovers Are Losing
«The Lovers Are Losing» es una canción interpretada y compuesta por la banda de rock alternativo Keane, publicado el 20 de octubre de 2008 como el segundo sencillo de su tercer álbum, Perfect Symmetry. 

## Video musical
El video de la canción fue realizado el 1 de octubre de 2008. Tiene como fondo a Tom Chaplin corriendo entre las hierbas, seguido por dos motociclistas en medio de bombardeos y disparos.